# Zomerkade

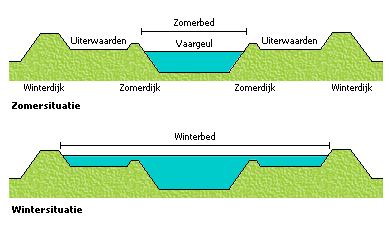
Doorsnede van een rivierbedding met uiterwaarden

De zomerkade of zomerdijk is de dijk langs een rivier die bij lage afvoeren de rivier in het stroomprofiel houdt, hierbij geholpen door kribben. Zomerdijken worden ook wel aangeduid met kadijk, met name in het noorden van Nederland. Kadijken werden ook aangelegd op kwelders om deze te kunnen gebruiken als landbouwgrond. Later werden deze kadijken dan vervangen door zeedijken.
In de middeleeuwen sprak men ook wel over een "sidelinge", alhoewel hier vooral een lagere (nog niet voltooide) zeedijk mee bedoeld werd. De snelweg A13 is op zo'n lage zeedijk (of sidelinge) aangelegd; vandaar dat aan de Rotterdamse kant de Oost- en West-Sidelinge zijn gelegen. Deze straatnaam is ontleend aan de middeleeuwse benaming van deze dijk.
In het moderne taalgebruik wordt een zomerkade of zomerdijk uitsluitend gebruikt in de betekenis van een dijk die de uiterwaarden van een rivier beschermt tegen onderlopen gedurende een zomerhoogwater in de rivier. De zomerkade hoeft dan ook niet aan waterkeringseisen te voldoen. 
Als de rivier hogere afvoeren te verwerken krijgt, stijgt het rivierpeil en overstroomt de zomerkade. Op dat moment worden de uiterwaarden overstroomd en moet de winterdijk of bandijk de rivier in het winterbed houden.